# Sydne Rome
Sydne Rome (Akron, Ohio, nos Estados Unidos, 17 de Março de 1951) é uma atriz norte-americana que foi capa da revista Playboy brasileira em fevereiro de 1982.
Entre os filmes de maior destaque de sua carreira destaca-se Speed Fever (Brasil: Fórmula 1 - Febre de Velocidade).